# Apatania barri
Apatania barri är en nattsländeart som beskrevs av Smith 1969. Apatania barri ingår i släktet Apatania och familjen Apataniidae. Inga underarter finns listade i Catalogue of Life.